# Bodian nadobny
Bodian nadobny, bodian piękny (Bodianus pulchellus) – gatunek morskiej ryby okoniokształtnej z rodziny wargaczowatych (Labridae).

## Występowanie
Zachodni Atlantyk od Karoliny Południowej w USA i Bermudów na północy, po stan Santa Catarina w Brazylii na południu i Honduras na zachodzie, oraz Wyspa Świętego Tomasza na wschodnim Atlantyku u wybrzeży Afryki.
Występuje na rafach koralowych i wśród skał na głębokości 15–24 m (maksymalnie do 120 m) w wodach o temperaturze 24–28 °C.

## Cechy morfologiczne
Osiąga do 28,5 cm długości (zwykle 18 cm). Wzdłuż linii bocznej 29–31 łusek. Na pierwszej parze łuków skrzelowych 15–16 wyrostków filtracyjnych. W płetwie grzbietowej 9 twardych i 10 miękkich promieni, w płetwie odbytowej 3 twarde i 12 miękkich promieni. W płetwach piersiowych 16 miękkich promieni.
Ubarwienie bardzo charakterystyczne, czerwone z poziomą białą pręgą wzdłuż ciała na jego spodniej stronie. Tylna część płetwy grzbietowej oraz górna część jej podstawy i płetwy ogonowej - żółte. Na końcu płetw piersiowych czarna plamka.

## Odżywianie
Żywi się krabami i innymi niewielkimi skorupiakami, poza tym zjada ryby, wężowidła, jeżowce, ślimaki, małże, wieloszczety oraz inne drobne bentosowe i planktonowe bezkręgowce. Młode osobniki wybierają pasożyty z innych ryb.

## Rozród
Gatunek jajorodny. W czasie rozrodu poszczególne osobniki dobierają się w pary.

## Znaczenie
Hodowany w akwariach. Ma również niewielkie znaczenie w rybołówstwie. Sprzedawany świeży.